# Фрідель Рауш
Фрідель Рауш (нім. Friedel Rausch, 27 лютого 1940, Дуйсбург — 18 листопада 2017, Ор) — німецький футболіст, що грав на позиції захисника. По завершенні ігрової кар'єри — тренер.

## Ігрова кар'єра
У дорослому футболі дебютував 1957 року виступами за команду «Майдеріхера» (зараз «Дуйсбург»), в якій провів п'ять сезонів, взявши участь у 111 матчах Оберліги-Вест, вищого дивізіону цього регіону Німеччини до появи загальнонімецької Бундесліги у 1963 році.
1962 року перейшов до клубу «Шальке 04», який у наступному році став одним із співзасновників Бундесліги, де Рауш з клубом і дебютував у дебютному сезоні 1963/64. Першим серйозним трофеєм для Фріделя став Кубок Альп, який він виграв з клубом у 1968 році. У наступному році Рауш став фіналістом кубка Німеччини, де в кінцевому підсумку «Баварія» з рахунком 2:1 здобула трофей. Проте оскільки баварці також стали чемпіонами ФРН, «Шальке» було дозволено брати участь у Кубку володарів кубків Європи. Там «гірники» бути зупинені лише у півфіналі «Манчестер Сіті».
Після сезону 1970/71 Рауш закінчив свою професійну кар'єру футболіста. Його остання гра відбулась у 32-му турі проти «Кікерса» (Оффенбах).
Рауш відомий тим, що під час футбольного матчу поліцейська собака вкусила його в ногу. Сталося це 6 вересня 1969 року в Рурському дербі під час того, як поліція усмиряла уболівальників, що вибігли на поле. Клубний лікар зробив Раушу щеплення від правця, а сам футболіст в результаті дограв матч до кінця. Пізніше керівництво дортмундської «Боруссії» принесло Раушу вибачення і виплатило компенсацію в розмірі 500 марок.

## Кар'єра тренера
Після закінчення кар'єри гравця Рауш став тренером, почавши зі своїм колишнім клубом, «Шальке 04». Спочатку Рауш був тренером молодіжної команди, потім помічником головного тренера Макса Меркеля у головній команді. У березні 1976 року він був призначений головним тренером «Шальке» і привів команду до срібних медалей Бундесліги в сезоні 1976/77. У грудні 1977 року Рауш покинув «Шальке».
У січні 1979 року почався перший з двох періодів роботи з франкфуртським «Айнтрахтом», з яким він виграв Кубок УЄФА у 1980 році.
Після цього успіху пішли невдалі роки роботи в турецькому «Фенербахче», нідерландському МВВ Мастрихт та грецькому «Іраклісі».
1985 року Рауш став головним тренером швейцарського «Люцерна». Разом з цим клубом він став чемпіоном Швейцарії у 1989 році і володарем Кубку Швейцарії у 1992 року.
Після року роботи в «Базелі» Рауш повернувся на батьківщину і очолив «Кайзерслаутерн» в 1993 році. Разом з «червоними дияволами» він став віце-чемпіоном Німеччини в сезоні 1993/94 і посів четверте місце у сезоні 1994/95. Після цього лідери команди Чіріако Сфорца та Штефан Кунц покинули клуб, а за дев'ять турів до закінчення сезону 1995/96 і вильоту «Кайзерслаутерна» у Другу Бундеслігу Рауша звільнили.
Після цього він працював у ЛАСКу, менхенгладбахській «Боруссії» та «Нюрнберзі». У квітні 2001 року він знову став головним тренером франкфуртського «Айнтрахта», однак не зумів врятувати клуб від вильоту у Другу Бундеслігу.
З березня 2004 року по 2006 рік Рауш працював спортивним директором в «Люцерні».

## Особисте життя
Фрідель Рауш був одружений з Марлізою, мав двох синів і четверо онуків, жив у швейцарському Хорві. Він двічі переносив серцевий напад і емболію легеневої артерії. В кінці березня 2006 року у Рауша був діагностований рак шкіри.
Фрідель Рауш помер 18 листопада 2017 року від серцевої недостатності.

## Титули і досягнення

### Як тренера
- Чемпіон Швейцарії (1):

«Люцерн»: 1988–89
- Володар Кубка Швейцарії (1):

«Люцерн»: 1991–92
- Володар Кубка УЄФА (1):

«Айнтрахт»: 1979–80